# إشتفان بردا
إشتفان بردا (بالرومانية: István Berde)‏ هو لاعب كرة قدم روماني في مركز الوسط، ولد في 14 ديسمبر 1988 في سفنتو جيورجي في رومانيا. لعب مع غيور تورنا أوزتالي.

## وصلات خارجية
- إشتفان بردا على موقع قاعدة بيانات كرة القدم.إي يو (الإنجليزية)
- إشتفان بردا على موقع Soccerway.com (الإنجليزية)